# Armigeres conjungens
Armigeres conjungens är en tvåvingeart som beskrevs av Edwards 1914. Armigeres conjungens ingår i släktet Armigeres och familjen stickmyggor. Inga underarter finns listade i Catalogue of Life.